# Distància de Fraunhofer
En propagació d'ones, la distància de Fraunhofer, que duu el nom de Joseph von Fraunhofer, és definida com:
{\displaystyle d={{2D^{2}} \over {\lambda }},}
on D és la dimensió més gran del radiador (en el cas de l'antena d'espira, el diàmetre) i {\displaystyle {\lambda }} és la longitud d'ona de l'ona ràdio. Aquesta distància proporciona el límit entre el camp proper i el llunyà.